# Haim Gouri
Haim Gouri (en hébreu חיים גורי), né le 9 octobre 1923 à Tel Aviv (Palestine mandataire) et mort le 31 janvier 2018 à Jérusalem (Israël), est un poète, journaliste, traducteur et réalisateur israélien.

## Biographie

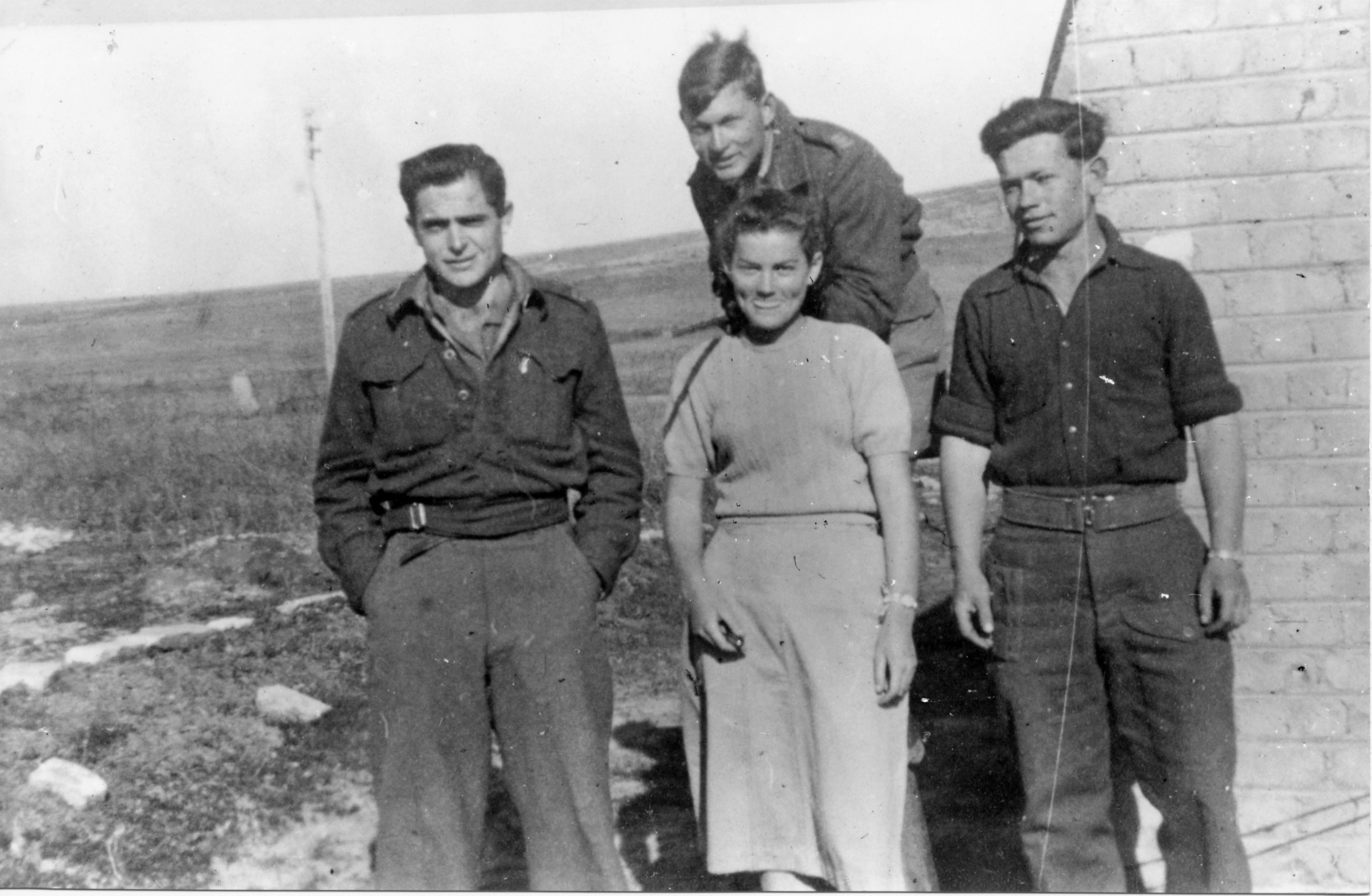
Haim Gouri (à gauche), membre du Palmach vers 1949.

Haim Gouri s'engage en 1941 dans le Palmah, bras armé de la Haganah, organisation clandestine juive qui luttait contre les Britanniques pour l'indépendance. En mai 1947, il est envoyé par le Palmah en Hongrie, afin de rapatrier les rescapés de la Shoah. Revenu en Israël, il participe à la Guerre israélo-arabe de 1948, puis à la prise de Jérusalem en 1967, comme capitaine de réserve..
Après la guerre des Six Jours en juin 1967, il partage l'exaltation générale en Israël, écrivant : « Pour moi, le retour à Jérusalem-Est et à la Judée-Samarie fut comme si je voyais la Résurrection des morts... Depuis mon enfance, j'avais grandi dans l'idée d'Eretz-Israël tout entière.. »
Il commence à se questionner sur son engagement sioniste après la guerre d’octobre 1973. Dans une entrevue avec des journalistes, il se souvient qu'alors « un jeune Palestinien m’a dit : “Tire sur moi si tu veux, mais ne me bats pas avec un bâton. Je ne suis pas un chien”. Pour la première fois, j’ai pensé que nous menons une guerre ingagnable. Contre l’exigence de dignité, on ne peut rien faire ».
Il est proche d'Yitzhak Rabin avant son assassinat et cherche une issue du côté de la réconciliation avec les Palestiniens : « Même si l'avènement au pouvoir du Hamas semble nous ramener en 1947, on renouera le dialogue... Il y a une immense fatigue des deux côtés, vous savez. Nous sommes fatigués de la mort… ».

## Œuvre
Son premier livre (Les fleurs de feu) donne une voix au mélange de douleur et de fierté ressentie par les premiers soldats israéliens. Très marqué par le conflit israélo-palestinien, il déclare : « Je suis une guerre civile ». Dans un de ses poèmes, Guerre civile, il ajoute : « Une moitié de moi fusille l'autre au mur des vaincus… ». On retrouve ses poèmes dans une anthologie de poèmes pacifistes arabes et juifs
Journaliste présent au procès Eichmann en 1961 qui se déroule à Jérusalem, il publie La cage de verre (journal du procès Eichmann). Son ouvrage traduit de l'hébreu par R. Cidor a été publié en France chez Albin Michel en 1964.
En 2016, le ministère de la Culture israélien lui remet le Prix de l’œuvre sioniste mais il refuse, dénonçant « l’idéologie ultranationaliste et la ferveur messianique » du gouvernement israélien.

### Traductions
Il a traduit en hébreu des auteurs français : Arthur Rimbaud, Charles Baudelaire, Guillaume Apollinaire, Paul Claudel, Georges Duhamel, Marcel Pagnol...  Il a reçu le prix Sokolow pour La Cage de verre (1962) et le prix Bialik pour Visions de Gihazi (poèmes, 1975).

### Filmographie
Son premier film est un documentaire : Ne laissons pas les morts enterrer les morts (1974) sélectionné à Hollywood pour un oscar. Les Portes de la mer a reçu l'aigle d'argent du festival du film historique, en France, en 1983. 

## Distinctions
- Docteur honoris causa de l'université hébraïque de Jérusalem (2003)